# Признание геноцида армян
Признание геноцида армян — официальное признание факта, констатирующего, что в 1915 году властями Османской империи на контролируемых ею территориях был организован и осуществлен геноцид армянского населения (сам термин «геноцид» в своё время был предложен для обозначения массового уничтожения армянского населения в Османской Турции и евреев на территориях, оккупированных нацистской Германией). 
Оно может быть сделано как на уровне международно-признанного государства (обычно решением парламента), так и властями отдельной административной единицы (например, области или муниципалитета). Также, признание геноцида армян может осуществляться международной межправительственной или общественной организацией.
Решение о признании обычно вызывает негативную реакцию у властей Турции.

## Предмет и база признания геноцида армян
Геноцид армян (арм. Հայոց Ցեղասպանություն, тур. Ermeni Kırımı; на армянском — чаще используется выражение Մեծ Եղեռն [mɛts jɛˈʁɛrn] — Великое Злодеяние) был организован и осуществлён в 1915 году (по мнению некоторых источников, продлился до 1923 года) на территориях, контролируемых властями Османской империи и Турецкой Республики, с применением физического уничтожения и депортации, включая перемещение гражданского населения в условиях, приводящих к неминуемой смерти. 
Бо́льшая часть армянской диаспоры возникла в результате геноцида армян.
Международное сообщество признаёт геноцид армян как формально-официально в части значительного числа государств, а также международных (межгосударственных) организаций, так и в ещё большей степени в мировом общественном мнении.
Однако, категорически не признавая геноцид армян со своими союзниками, сама Турецкая Республика при очередном его обсуждении угрожает дипломатическими санкциями другим государствам и репрессиями собственным меньшинствам.
Признание геноцида армян официально не является обязательным условием для Вступления Турции в Европейский союз, однако некоторые авторы считают, что Турции придётся сделать это на пути к членству в ЕС.

## Признание геноцида
Начиная с 1915 года, мировые державы принимали резолюции, осуждающие резню армян в Османской Турции. Так в 1915 году Французская республика, Великобритания и Российская империя выступили с совместной декларацией, осуждающей уничтожение армян:

Ввиду новых преступлений Турции против человечества и цивилизации, правительства Союзных государств публично заявляют Высокой Порте о личной ответственности за эти преступления всех членов Османского правительства, а также тех их агентов, которые вовлечены в такую резню.
— 29 мая 1915. Совместная декларация Франции, Великобритании и России
Уже в 1940-х годах создатель термина «геноцид» Рафаэль Лемкин пытался добиться признания геноцида армянского народа Организацией Объединённых Наций.
Признание геноцида армян является главной целью основных армянских лоббистских организаций, причём, кроме самого признания, выдвигаются территориальные претензии и требование о репарациях со стороны Турции. Чтобы добиться признания, армянские лоббисты привлекают на свою сторону парламентариев и влиятельных лиц, оказывают давление на правительства разных стран, организуют широкое освещение данного вопроса в обществе, основали институты, занимающиеся данным вопросом (Институт Зоряна, Армянский национальный институт).
Геноцид армян признали Совет Европы (1998, 2001), Европарламент (1987, 2000, 2002, 2005), Подкомиссия ООН по предотвращению дискриминации и защите меньшинств, Всемирный совет церквей, парламентская коалиция стран Южной Америки (Меркосур), Парламент Латинской Америки (2015).

Сегодня мы ознаменуем годовщину того, что называется первым геноцидом 20-го столетия, и почтим память армянских жертв этого преступления против человечества.
— 24 апреля 1998. Парламентская ассамблея Совета Европы
Геноцид армян признан и осуждён многими странами мира и влиятельными международными организациями. Первым массовые убийства армян официально признал и осудил парламент Уругвая (1965). Уничтожение армян официально признали геноцидом (согласно международному праву) и осудили:
| Страна     | Год признания                                                                | Дополнение                                                                  |
| ---------- | ---------------------------------------------------------------------------- | --------------------------------------------------------------------------- |
| Австрия    | 2015                                                                         | (совместное заявление председателей парламентских фракций, 2015)            |
| Аргентина  | 2004, 2007)                                                                  | (2 закона, 5 резолюций)                                                     |
| Армения    | 1964 в составе СССР, 1988, 1990                                              |                                                                             |
| Бельгия    | 1998, 2015                                                                   |                                                                             |
| Болгария   | 2007, 2015                                                                   |                                                                             |
| Боливия    | 2014                                                                         |                                                                             |
| Бразилия   | 2015                                                                         |                                                                             |
| Ватикан    | 2015                                                                         |                                                                             |
| Венесуэла  | 2005                                                                         |                                                                             |
| Германия   | 2016                                                                         |                                                                             |
| Греция     | 1996                                                                         |                                                                             |
| Италия     | 2000, 2019                                                                   |                                                                             |
| Канада     | 1996, 2002, 2004                                                             |                                                                             |
| Кипр       | 1975, 1982                                                                   |                                                                             |
| Латвия     | 2021                                                                         |                                                                             |
| Ливан      | 1997                                                                         |                                                                             |
| Ливия      | 2019 года 18 апреля                                                          | Временное правительство Ливии приняло резолюцию о признании геноцида армян. |
| Литва      | 2005                                                                         |                                                                             |
| Люксембург | 2015                                                                         |                                                                             |
| Мексика    | 2023                                                                         |                                                                             |
| Нидерланды | 2004, 2018                                                                   |                                                                             |
| Парагвай   | 2015                                                                         |                                                                             |
| Польша     | 2005                                                                         |                                                                             |
| Португалия | 2019                                                                         |                                                                             |
| Россия     | 1995                                                                         |                                                                             |
| Сирия      | 2020                                                                         |                                                                             |
| Словакия   | 2004                                                                         |                                                                             |
| США        | , 2021); 2021 года 24 апреля президент США Джо Байден признал геноцид армян. |                                                                             |
| Уругвай    | 1965                                                                         |                                                                             |
| Франция    | 1998, 2000, 2001, 2006                                                       |                                                                             |
| Чехия      | 2015, 2017, 2020                                                             |                                                                             |
| Чили       | 2007                                                                         |                                                                             |
| Швейцария  | 2003                                                                         |                                                                             |
| Швеция     | 2010                                                                         |                                                                             |

Геноцид армян признали регионы и провинции:
- Австралия: штаты  Новый Южный Уэльс,  Южная Австралия — в 2007 парламент штата Нового Южного Уэльса принял акт осуждения геноцида и предложил Федеральному правительству Австралии сделать то же; в марте 2009 парламент штата Южной Австралии принял подобный акт.[71][72]
- Бразилия: штаты  Сан-Паулу,  Сеара[73],  Парана — 21 мая 2015 года Федеральный сенат Бразилии признал геноцид армянского народа.
- Великобритания: Дерби[74],  Уэльс,  Шотландия,  Северная Ирландия[75]
- Испания: Аликанте[76], Альсира[77], Барселона[78], Марбелья[79], Малага[80], Пайпорта[81], Сабадель[82],  Онтеньенте,  Страна Басков,  Каталония,  Балеарские острова,  Наварра,  Арагон — парламенты регионов признали геноцид армян.[83][84][85]
- Канада:  Квебек — сначала в 2001 году провинция Квебек независимо от своего федерального правительства, а затем и собственно правительство Канады в 2004 году признали армянский геноцид.[86][87]
- Украина:  Черкасская область[88], Полтавская область[89],  Днепр[90],  Ужгород[91],  Мариуполь[92], Вольнянский район Запорожской области[93], Васи́льевский райо́н Запорожской области[94],  Запорожская область[95]

Все 50 штатов США официально признали и осудили геноцид армян, а также объявили 24 апреля Днём памяти жертв геноцида армянского народа. На май 2022 года последним геноцид армян признал штат Миссисипи. С конца 1970-х каждый год 24 апреля президенты США выступают с телеобращением к армянам Америки. Однако на федеральном уровне голосование по признанию геноцида армян в Конгрессе США неоднократно отменялось по просьбе президента США республиканца Дж. Буша-младшего, который перед избранием на президентский пост письменно обещал признать геноцид армян. Его преемник Б. Обама обещал признать геноцид 19 января 2008 года, еще будучи сенатором, но своего обещания не сдержал. Джо Байден первым из президентов США признал резню и депортацию армян в Османской империи в 1915 году -Геноцидом.
Палата представителей Конгресса признала геноцид армян 28 октября 2019 года. Сенат США подтвердил это решение 12 декабря 2019 года.
Геноцид армян официально признали многие влиятельные национальные организации США, в частности еврейские (Сионистская организация США, Прогрессивный еврейский союз, Союз иудаистских реформ, Антидиффамационная лига (ADL), а также украинская, греческая, польская, венгерская, арабская, болгарская, румынская, латвийская, литовская, филиппинская и словацкая общины.
Геноцид армян признан также некоторыми влиятельными СМИ — CBS, CNN, BBC (2007), New York Times (2004), Washington post, Associated Press, The Times, The Independent, Spiegel, и другие.
Убийства армян в Османской империи рассмотрены и признаны несколькими международными организациями. В 1984 году «Постоянный трибунал народов» признал действия Османской империи геноцидом. К аналогичному выводу в 1997 году пришла Международная ассоциация исследователей геноцида. В 2001 году совместная турецко-армянская комиссия по примирению обратилась в «Международный центр по вопросам правосудия переходного периода» для независимого заключения, являются ли события 1915 года геноцидом. В начале 2003 года МЦППП представил заключение, что события 1915 года попадают под все определения геноцида и употребление этого термина полностью оправдано.
29 марта 2000 года шведский парламент одобрил доклад о признании Геноцида армян и призвал к меньшей скрытости в Турции и к «беспристрастному и независимому международному исследованию геноцида, совершенного против армянского народа». 12 июня 2008 года шведский парламент 245 голосами против 37 (1 воздержался, 66 отсутствует) отверг призыв к признанию геноцида армян 1915 года в Османской империи. 11 марта 2010 года Парламент Швеции проголосовал за принятие резолюции, в которой события начала 20-го века в Османской империи признаются геноцидом армянского народа.
В 2010 году геноцид армян признал глава Русской православной церкви Патриарх Московский и всея Руси Кирилл.
В 2013 году англиканская Церковь Уэльса признала резню армян во время и после Первой мировой войны первым геноцидом XX века, став таким образом первым членом Англиканского сообщества, сделавшим это.
23 апреля 2015 года президент Германии Йоахим Гаук признал геноцидом массовое убийство армян в Османской империи и частичную ответственность Германии.

## Финансовые последствия признания геноцида армян
Хотя сам по себе факт признания той или иной страной геноцида армян не означает принятие обязательств по выплате каких-либо компенсаций, но он может стать шагом к принятию законов, предполагающих выдвижение со стороны потомков жертв геноцида претензий финансового характера. Например, в 2000 году в признавшей геноцид армян Калифорнии был принят закон, разрешающий штату рассматривать вопросы о выплате компенсации за страховые полисы, проданные армянам с 1915 года по 1923 год. На основании этого закона было вскоре инициировано судебное разбирательство «Мартин Мартунян против «Нью-Йорк Лайф Иншурэнс» (в этой компании был в том числе турецкий частный капитал), которое закончилось тем, что фирма-ответчик выплатила более 20 млн долларов. Однако в дальнейшем попытки получить компенсацию за потерянное в ходе геноцида имущество столкнулись с неожиданным препятствием в лице президента США. Американские армяне, представляемые адвокатом И. Тимофеевым, подали иск в Верховный суд США против немецких страховых компаний по вопросу выплаты компенсаций от страховок, приобретенных предками истцов в Османской империи, но при поддержке президента США их требования были отклонены.